# Bella Center
Het Bella Center in de Deense stad Kopenhagen is de grootste evenementenhal en beurscomplex in Scandinavië. De hal in Ørestad bevindt zich tussen het stadscentrum en de Luchthaven Kopenhagen, is 121.800 m² groot en heeft een capaciteit van 20.000 mensen.
Onder de grote jaarlijkse evenementen die plaatsvinden in de hal zijn de Copenhagen International Fashion Fair, het hoofdevenement van de Copenhagen Fashion Week, en CODE, het hoofdevenement van de Copenhagen Design Week.

## Geschiedenis
De hal ontleent zijn naam aan Bellahøj in Noord-Kopenhagen, de locatie waar de hal eerst stond. Het eerste gebouw werd gebouwd in 1965 naar het ontwerp van architect Erik Møller. In de jaren zeventig werd de hal verplaatst naar zijn huidige locatie op Amager, het eerste gebouw werd veranderd in een sportcentrum onder de naam Grøndals Centret. In dit stadium werd het nieuwe gebouw gebouwd in een onontwikkeld gebied buiten de stad op de voormalige Amager Commons. Met de ontwikkeling van Ørestad wordt het gebied veranderd in een dicht stedelijk gebied.

### Grote evenementen
- 2009: 13e Olympisch Congres
- 2009: 121e IOC-bijeenkomst
- 2009: 33e UEFA Congres
- 2009 COP-15
- 2006: MTV Europe Music Awards
- 2002: Europese Raad
- 1995: Wereldtop voor Sociale Ontwikkeling
- 1993: Europese Raad